# Donneville
Donneville es una comuna francesa de 1 026 habitantes situada  en el departamento de Alto Garona en la región de Mediodía-Pirineos.

## Demografía
| 266                       | 297 | 320 | 313 | 285 | 333 | 312 | 295 | 296 | 296 | 280 | 256 | 243 | 229 | 221 | 212 | 202 | 185 | 195 | 200 | 167 | 179 | 191 | 182 | 164 | 187 | 213 | 305 | 378 | 615 | 682 | 781 | 1 026 |
| (Fuente: INSEE y Cassini) |     |     |     |     |     |     |     |     |     |     |     |     |     |     |     |     |     |     |     |     |     |     |     |     |     |     |     |     |     |     |     |       |